# Kiritimati
Kiritimati, denominada en ocasiones como Christmas, es una isla del océano Pacífico de origen coralino que constituye el atolón con mayor superficie de tierra firme en el mundo y que pertenece a la República de Kiribati. Está situada al norte del archipiélago de las islas de la Línea o Espóradas Ecuatoriales. La isla tiene una superficie de 642 kilómetros cuadrados. Conforma el 70 % del área total de tierra de la nación de Kiribati, la cual está compuesta por 33 atolones.
Kiritimati tiene un perímetro de alrededor de 150 km. Partes de su laguna se secaron. Además de la isla principal, existen también otras más pequeñas. 
Kiritimati es el primer lugar habitado sobre la Tierra en recibir el Año Nuevo (véase Isla Caroline). No obstante, desde 2011 comparte esta característica con Samoa y Tokelau, al quedar estos dos territorios encuadrados en el mismo huso horario tras la decisión de sus gobiernos de adelantar en un día su hora.

## Historia
Kiritimati fue descubierta para los europeos el 24 de diciembre de 1777, por el capitán James Cook. Kiritimati es la pronunciación gilbertense (lengua oficial de Kiribati) de Christmas (el conjunto "ti" se pronuncia "s", ya que esta última letra no existe en el alfabeto gilbertense, por lo que Kiritimati se pronuncia "Kirismas", mucho más aproximado al nombre inglés).
Durante la Segunda Guerra Mundial, las Fuerzas Armadas de los EE. UU. mantuvieron una estación meteorológica y un centro de comunicaciones en el atolón, junto con una pista de aterrizaje que, además de mantener estas estaciones, servía para recargar combustible a los vuelos entre Hawái y el Pacífico Sur. También había una pequeña estación civil de radio e investigación meteorológica. A comienzos de la década de 1950 Wernher von Braun planteó utilizar esta isla como un sitio de lanzamiento de aeronaves espaciales tripuladas.
Actualmente, existen 4 aldeas en la isla (los datos poblacionales corresponden al censo realizado en el año 2005):
| N.º | Aldea                 | Población (Censo 2005) |
| --- | --------------------- | ---------------------- |
| 1   | London                | 1829                   |
| 2   | Tabwakea              | 1881                   |
| 3   | Banana (Banana Wells) | 1170                   |
| 4   | Poland                | 235                    |
| 5   | Paris (ruinas)        | -                      |
|     | Kiritimati            | 5115                   |

London es la aldea y puerto principal. Banana se encuentra próxima al Aeropuerto Cassidy, pero podría ser reubicado más cerca de London para evitar contaminación de las aguas subterráneas. La aldea abandonada de Paris no figura más en los informes del censo.